# Rog Phone 5
ROG Phone 5 es una línea de teléfonos inteligentes gaming Android fabricados por Asus como la quinta generación de la serie de teléfonos inteligentes ROG posteriores de la tercera generación de ROG Phone 3 (y saltándose la cuarta generación, ya que el número 4 se considera como de mala suerte en algunos países asiáticos). Fue lanzado el 10 de marzo de 2021.

## Modelos
La gama incluye tres modelos: el ROG Phone 5 es el modelo base que cuesta 799 €. El ROG Phone 5 Pro es un modelo ligeramente de gama alta con especificaciones similares, y el ROG Phone 5 Ultimate es el modelo de gama más alta y caro costando 1299 €.